# Horatio Frederick Phillips
Horatio Frederick Phillips (1845, Streatham – 1924) byl letecký průkopník z Velké Británie, známý především svou originální konstrukcí mnohoplošníků.

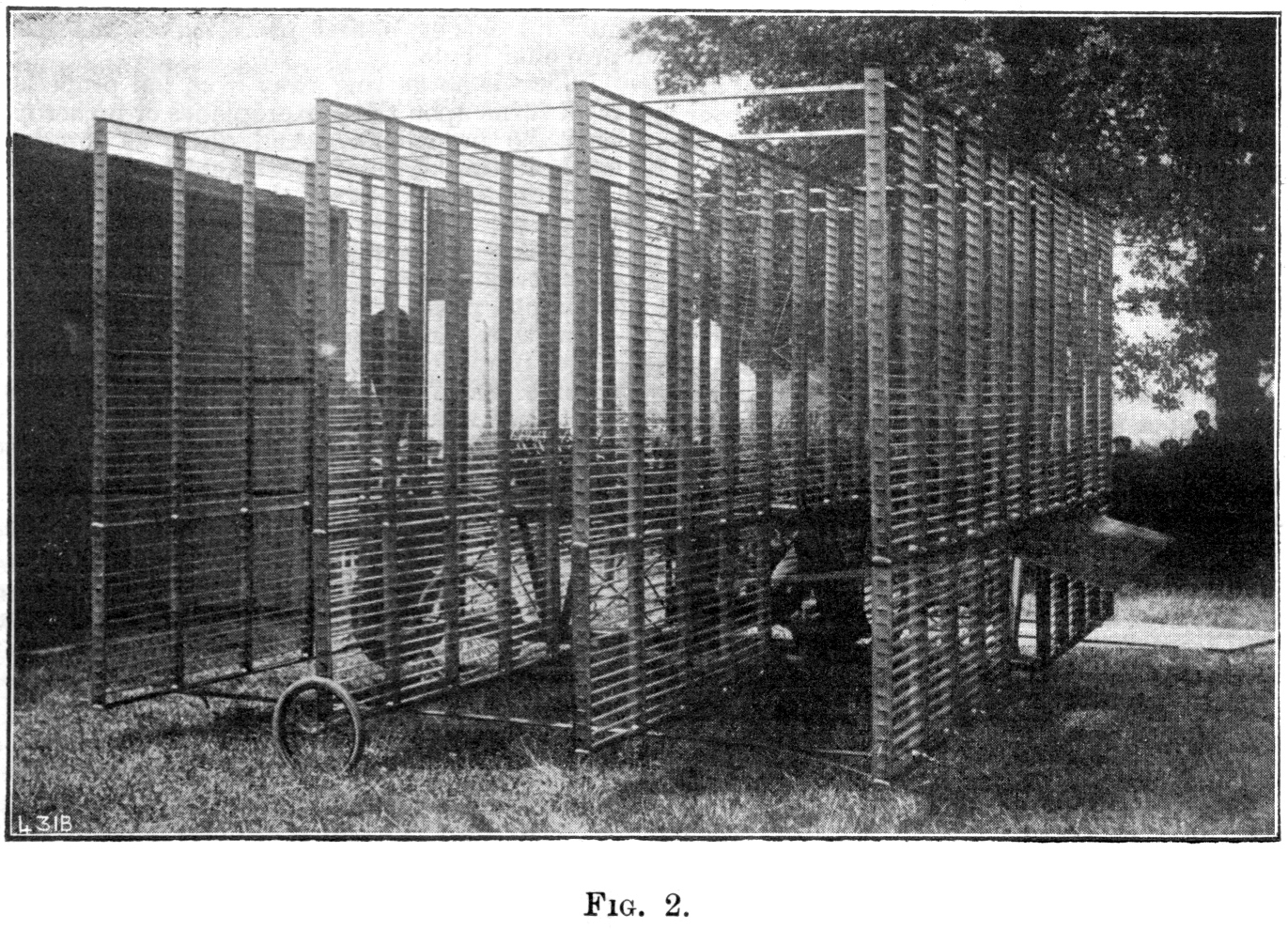
Flying Machine (Létající stroj) z roku 1907

Svůj první pokusný 50 plošný stroj postavil v roce 1893 a jeho princip si nechal patentovat. Tento stroj byl při pokusech schopen vyvinout vztlak 200 kg.
V roce 1904 předvedl dvacetikřídlý jednomístný stroj, který se však nevznesl.
V roce 1907 jeho 200 plošný stroj uskutečnil první motorový let ve Velké Británii.